# Diorama (музичка група)

Диорама је немачка електро поп група која је протеклих година обележила андерграунд сцену својим изванредним мелодијама и подједнако добрим текстовима. Име групе представља метафору која се односи на њихово виђење музике као медијума

## Стил
Иако се уз име Диораме често могу срести етикете као што су „електро поп“ и слично, њихов музички потпис је тешко ставити у калуп. Њихова музика одише освежавајућом оригиналношћу. Мелодије се крећу од енергичних, са јаким ритмовима, до меланхоличних балада, но свака песма носи у себи препознатљиву нит припадања Диорамином јединственом изразу. Дијапазон мотива у текстовима је изузетно широк и обухвата, како унутрашњи, интимни свет самог текстописца, Торбена Вента (Torben Wendt), тако и његову околину, свет у коме живи. Текстови су писани у мрачном кафкијанском стилу и врло често су вишесмислени. Карактеристичне игре речима и метафорама представљају једну од главних врлина Диораминог опуса.

## Историја
Диорама је основана 1996. године, као музички пројекат Торбена Вента. Његови таленат и креативност убрзо бивају препознати од стране Адријана Хејтса (Adrian Hates), тако да уз његову подршку и подршку Рајнера Асмана (Rainer Assmann), 1999. године, на светлост дана излази први албум „Pale“. Албум је био одлично прихваћен како од стране критике, тако и од стране публике. 
Дугогодишњи Торбенов пријатељ, Феликс Марк (Felix Marc) се придружује пројекту 2000. године, као клавијатуриста, ко-продуцент и пратећи вокал. У априлу следеће године излази други албум „Her Liquid Arms“), који упркос јачим ритмовима и изражајнијем електронском звуку, ипак задржава карактеристичну атмосферу, установљену на првом албуму. Песма „“ постаје клупски хит и бенд добија све више поклоника. Други албум је пропраћен клупски оријентисаним синглом „Device“ (децембар 2001. године).
Наредна година је обележена још једном приновом у групи: басиста Бернард Ле Сиг (Bernard Le Sigue) се придружује и заједно са Торбеном и Феликсом ради на трећем албуму. „The Art of Creating Confusing Spirits“ излази у октобру 2002. године, пружајући својим слушаоцима нови, обогаћени звук. Током новембра и децембра исте године, Диорама се придружује турнеји групе Дајари ов Дримс (Diary of Dreams), као пратећа група. 
Након дуже паузе и још једног додатка тиму (2003. године гитариста Саш Фидлер (Sash Fiddler) постаје четврти члан групе) дуго очекивани четврти албум „Amaroid“ излази у априлу 2005. године, за чију промоцију се Диорама придружује групи ВНВ нејшн (VNV Nation) на њиховој турнеји. У октобру исте године, на радост својих поклоника, Диорама издаје још два албума: „Pale re-release“ (поновно издање првог албума са три додатне песме („Don’t be there“, „You and Ice“ и „Crop of Illusions“)) и „Re-pale“ (колекција нових верзија старих песама, ремикса и до тада неизданог материјала). У исто време група креће на своју прву самосталну турнеју по Немачкој.
Крајем 2006. године Бернард Ле Сиг напушта групу, но упркос томе Диорама свега пар месеци касније (23. фебруара 2007. године) издаје нови сингл „Synthesize me“, који представља један вид прелудијума за следећи албум, који је издат 4 недеље касније. „A different life“ се може окарактерисати као својевидна критика друштва у коме влада вештачки створен, девијантан систем вредности. Торбен у својим текстовима богато осликава револт појединца против наметнутих принципа и свеопште банализације и деградације правих вредности и врлина.
У опус чланова Диораме се могу убројати и бројне сарадње са другим групама, као што су Дајари ов Дримс, Ејнџлс енд Егони, Пејнбастард, Клангштабил и Фроузен Плазма.

## Чланови Групе

### Тренутни чланови
- Торбен Вент - текст, музика, вокал, клавијатура, удараљке
- Феликс Марк - ко-продукција, клавијатура, вокал
- Саш Фидлер - гитара
- Маркес - бубњеви

### Бивши чланови
- Бернард Ле Сиг - бас (2002—2006)

## Дискографија

### Албуми
1. -{Pale – 1999
2. Her Liquid Arms – 2001
3. The Art Of Creating Confusing Spirits – 2003
4. Amaroid – 2005
5. Re-Pale – 2005
6. Pale (re-release) – 2005
7. A Different Life – 2007
8. Cubed – 2010

### Синглови
1. Device – 2001
2. Synthesize me - 2007}-